# Supreme League of Patriots
Supreme League of Patriots ist ein Computerspiel des britischen Entwicklerstudios No Bull Intention. Das humorvolle Adventure wurde 2015 durch den US-amerikanischen Publisher Phoenix Online in drei Episoden veröffentlicht.

## Handlung

### Episode 1: A Patriot Is Born
Kyle Keever und sein Freund Melvin wohnen zusammen in einem etwas verwahrlosten Apartment im New Yorker Stadtteil Manhattan. Melvin ist ein kleiner Verwaltungsangestellter beim NYPD, Kyle ist ein arbeitsloser Schauspieler und Aushilfshausmeister bei der Polizei. Kyle hat sich für die Fernseh-Talentshow America's Got Superpowers beworben, bei der Superhelden gesucht werden. Er hat mit der Kunstfigur „Purple Patriot“ ein Alter Ego, verfügt aber über keinerlei Superkräfte. Beim Casting für die Gameshow werden Kraft, Geschwindigkeit, Tapferkeit und die Fähigkeit der Bewerber zu fliegen geprüft. Kyle besitzt nichts davon, kann die Prüfungen aber durch geschicktes Agieren meistern. Bei der letzten Prüfung verletzt er sich am Kopf und wacht im Krankenhaus auf. Es stellt sich heraus, dass sich durch den Sturz seine Persönlichkeit verändert hat: Aus dem gutmütigen Kyle Keeve ist sein Alter Ego geworden, der (unter anderem) nationalistische, frauenfeindliche und xenophobe Purple Patriot.

### Episode 2: Patriot Frames
Die medizinische Betreuerin der Talentshow, Nurse Julie, klärt Melvin darüber auf, dass Kyle an einer Dissoziativen Identitätsstörung leide. Diese wurde entgegen Melvins Vermutung nicht durch seinen Sturz während der Show, sondern durch eine Reaktion seines Körpers auf wiederholte Gaben von Schmerzmitteln während der Show durch Nurse Julie verursacht. Das Studio möchte sich rechtlich sicher stellen und bietet eine Summe von 10 Millionen US-Dollar für den Verzicht auf jegliche Ansprüche gegen das Studio an.
Der Purple Patriot hält Kyle für sein Alter Ego und Melvin für seinen Sidekick. Er stellt eine Liste von zu erledigenden Dingen zusammen, die seinen Status als Superheld formell absichern sollen: Er benötigt eine offizielle Superhelden-Lizenz, Startkapital, ein seinem Status angemessenes Fahrzeug sowie einen Unterschlupf. Die Erledigung der Aufgaben erfordert teilweise, dass der Purple Patriot, der sich selbst als anderen moralisch überlegen betrachtet, niederträchtige Handlungen vollziehen und seinen Mitmenschen Schaden zufügen muss, was das Spiel humoristisch ausschlachtet. Für seinen Superhelden-Führerschein muss er einen anderen Superhelden, den russischstämmigen „Cold War Warrior“, der in der Fahrerlaubnisbehörde arbeitet, bestechen. Während der Purple Patriot wenig später endlich seine Superhelden-Lizenz in Empfang nehmen kann, wird der Cold War Warrior wegen Bestechlichkeit im Amt verhaftet und schwört dem Purple Patriot und der Stadt New York blutige Rache.

### Episode 3: Ice Cold in Ellis
Eine Bande Krimineller mit Verbindungen zur russischen Mafia hat eine Bank überfallen und sich mit Geiseln verschanzt. Der Purple Patriot und Mel eilen zum Tatort und verschaffen sich Zugang zum Gebäude. Zwar können sie die Gangster überwältigen, doch es handelte sich nur um ein Ablenkungsmanöver: Während alle Polizeikräfte der Stadt rund um die Bank gebündelt waren, verschanzte sich der Cold War Warrior in einem Raketendepot auf Ellis Island und droht damit, die auf US-amerikanische Großstädte gerichteten Raketen zu zünden. Mit Hilfe der Superheldin „Bleeding Heart“, machen sich der Purple Patriot und Melvin auf, die Pläne des Schurken zu durchkreuzen, was ihnen schlussendlich auch gelingt. Das Spiel endet mit einem Cliffhanger: Während der Purple Patriot den besiegten Cold War Warrior verprügelt und Bleeding Heart Melvin verführen möchte, erhält dieser einen Anruf, dass ein weiterer Superschurke die Stadt bedroht.

## Spielprinzip und Technik
Supreme League of Patriots ist ein 2.5D-Adventure. Aus Polygonen zusammengesetzte, dreidimensionale Figuren agieren vor vorgerenderten, zweidimensionalen Kulissen. Es handelt sich um ein Point-and-Click-Adventure: Mit der Maus kann der Spieler Kyle durch das Anklicken von Ausgängen durch die Örtlichkeiten bewegen und darüber hinaus mit den Maustasten Aktionen einleiten, die den Spielcharakter mit seiner Umwelt interagieren lassen. Kyle kann so Gegenstände finden, sie auf die Umgebung oder andere Gegenstände anwenden und mittels Multiple-Choice-Dialogen mit NPCs kommunizieren. Mit fortschreitendem Handlungsverlauf werden weitere Orte freigeschaltet. Auf einem Stadtplan können für die schnelle Navigation innerhalb der Spielwelt die verfügbaren Örtlichkeiten angewählt werden. Kyles Freund Melvin, der in allen Szenen anwesend ist, dient einerseits als Dialogpartner, andererseits aber auch als Hilfestellung, falls der Spieler Probleme bei der Rätsellösung hat: Er kann auf aktuell anstehende Aufgaben angesprochen werden und gibt Tipps zur Lösung derselben. In einigen Spielszenen muss der Spieler die Rolle von Melvin übernehmen, um die temporär abwesende Hauptfigur Kyle zu ersetzen. Als Spiel-Engine für Aufbau und Verwaltung der Spielwelt dient Unity.
Das Spiel ist in drei Episoden eingeteilt, die jeweils etwa drei bis vier Stunden Spielzeit in Anspruch nehmen. Die Episoden bauen inhaltlich aufeinander auf, sind technisch aber unabhängig voneinander, also als eigenständig lauffähige Spiele konzipiert.

## Produktionsnotizen
Autor Phil Ings war zuvor als freier Programmierer an der Produktion diverser Computerspiele beteiligt und darüber hinaus als Autor für das Indie-Spielemagazin Cliqist tätig. Er war beim Schreiben des Skripts angetrieben von der Idee, eine realistische Version eines patriotischen Superhelden zu entwerfen und diesen als gewalttätigen, frauenfeindlichen, homophoben und ich-bezogenen Rohling darzustellen. Als Inspirationsquelle benennt er das LucasArts-Adventure Day of the Tentacle aus dem Jahr 1993. Ings entwickelte das Skript, während er als freier Programmierer für verschiedene Entwicklerstudios tätig war. Er investierte mindestens 150.000 US-Dollar aus eigenen Mitteln in das Spiel. Die anderen Mitwirkenden am Spiel waren größtenteils freie Mitarbeiter. Ursprünglich sollte das Spiel bereits im Sommer 2014 erscheinen, verzögerte sich jedoch um ein halbes Jahr.
Supreme League of Patriots folgte einer ungewöhnlichen Veröffentlichungspolitik. Wenn Adventures im Episodenformat veröffentlicht werden, geschieht dies normalerweise, um mehr Zeit für die Entwicklung der noch ausstehenden Episoden zu haben oder um mit den ersten Episoden bereits Geld einzunehmen. Supreme League of Patriots wurde zwar im Episodenformat veröffentlicht, alle drei Episoden erschienen aber gleichzeitig. Darüber hinaus wurde das Spiel erst zwei Wochen vor seiner Veröffentlichung durch den Publisher angekündigt. Das Fachmagazin Adventure-Treff mutmaßte, dass die Entscheidung, das nicht übermäßig umfangreiche Spiel im Episodenformat zu veröffentlichen, auf den lukrativen Markt für mobile Endgeräte gemünzt war. Autor Ings selbst gibt an, nach Fertigstellung des Skripts festgestellt zu haben, dass es drei separate, sequentielle Handlungsstränge enthalte. Ings erklärte außerdem, ursprünglich eine gestaffelte Veröffentlichung der Episoden angestrebt zu haben. Der Vertrieb erfolgte über die Plattformen Steam und GOG, der Soundtrack des Spiels wird zusätzlich separat über Bandcamp als Album vertrieben.
Im Rahmen der Vermarktung des Spiels griff No Bull Intention zu einer ungewöhnlichen Marketingmaßnahme. Das ebenfalls einen Superhelden beinhaltende, im Juni 2015 erschienene AAA-Spiel Batman: Arkham Knight, das für seine Konsolen-Versionen von den Medien gelobt wurde, erfuhr für seine PC-Version deutliche Kritik wegen technischer Schwächen. No Bull Intention bot jedem Käufer der PC-Version von Batman: Arkham Knight kostenlosen Zugang zur ersten Episode von Supreme League of Patriots an, um ihnen die Wartezeit zu verkürzen, bis Batman-Hersteller Rocksteady Studios das Spiel in eine akzeptable Fassung gebracht habe.

### Sprecher
| Rolle              | Sprecher          |
| ------------------ | ----------------- |
| Kyle Keever        | Eric Fox          |
| The Purple Patriot | Zach Holzman      |
| Melvin             | Alan Smithee      |
| Lt. Griffith       | Sarah Elmaleh     |
| Bleeding Heart     | Sarah Elmaleh     |
| Cold War Warrior   | Lucas Schuneman   |
| Consuela           | Sandra Espinoza   |
| Nurse Julie        | Amber Lee Connors |
| Stefan             | Paul Jones        |
| Penelope           | Kira Buckland     |
| Kirk               | Kyle Hebert       |
| Sicherheitschef    | Kyle Hebert       |
| Colonel Zirkhov    | Lucas Schuneman   |

## Rezeption
Supreme League of Patriots erhielt gemischte bis negative Bewertungen. Die Rezensionsdatenbank Metacritic aggregiert 8 Rezensionen zu einem Mittelwert von 56. Das Fachmagazin Adventure-Treff notierte eine Vielzahl von humorvollen Anspielungen auf Popkultur, andere Computerspiele und Filme sowie klassische Such- und Denkaufgaben ohne Mini- oder Logikspiele. Das Magazin lobte den Humor der Dialoge des Spiels, kritisierte aber die umständliche Bedienung sowie eine ungenügende Inszenierung: Die Story sei belanglos, die eigentlich witzigen Dialoge ellenlang, und Animationen und Bewegungsgeschwindigkeit des Protagonisten ließen zu wünschen übrig. Das US-Magazin IGN nahm eine andere Perspektive ein: Redakteur Chuck Osborn hielt dem Spiel „clevere Puzzles“ zugute, kritisierte aber, dass der Humor des Spiels in ein pausenloses, verbissenes Herumprügeln auf der Republikanischen Partei und ihrer Werte ausarte, was selbst ihm als eingefleischtem Liberalen zu viel werde. Das Fachmagazin Adventure Gamers stellte heraus, dass Supreme League of Patriots vom Ansatz her alles richtig mache. Das „Faux-Retro“-Setting – überkandidelte Charaktere wie in Superheldenserien der 1960er-Jahre, aber transponiert in ein modernes Manhattan – sei interessant, die Grafiken seien klar und kräftig und die Sprecher der beiden Hauptcharaktere gut ausgewählt. Die Handlung insbesondere der ersten beiden Episoden sei aber banal, eine Charakterentwicklung finde nicht statt, der Humor sei repetitiv und der ständige Schlagabtausch zwischen Kyle und Melvin wirke irgendwann nur noch ermüdend. In Summe beginne das Spiel vielversprechend, der positive Eindruck verpuffe aber mit der Zeit. Das deutsche Magazin Adventure Corner wertete, Supreme League of Patriots lote die Grenzen des guten Geschmacks aus, verfüge jedoch über keinen narrativen Tiefgang. Die rumänische Tech-News-Website Softpedia stellte heraus, dass das Spiel unter allen Computerspielen die höchste Dichte an Anspielungen und flapsigen Bemerkungen erreiche. Die US-amerikanische Tech-Website VentureBeat lobte das inhaltliche Gerüst des Spiels, kritisierte aber, dass es durch das zähe Gameplay in Form langsamer Animationen und endloser Dialoge ruiniert würde.